# 長尾地区 (倉敷市)
長尾地区（ながおちく）は、岡山県倉敷市玉島地域にある地区である。かつての浅口郡長尾町にあたる。
住所表記における玉島長尾（たましまながお）・玉島爪崎（たましまつまさき）・新倉敷駅前（しんくらしきえきまえ）からなる。

## 概要

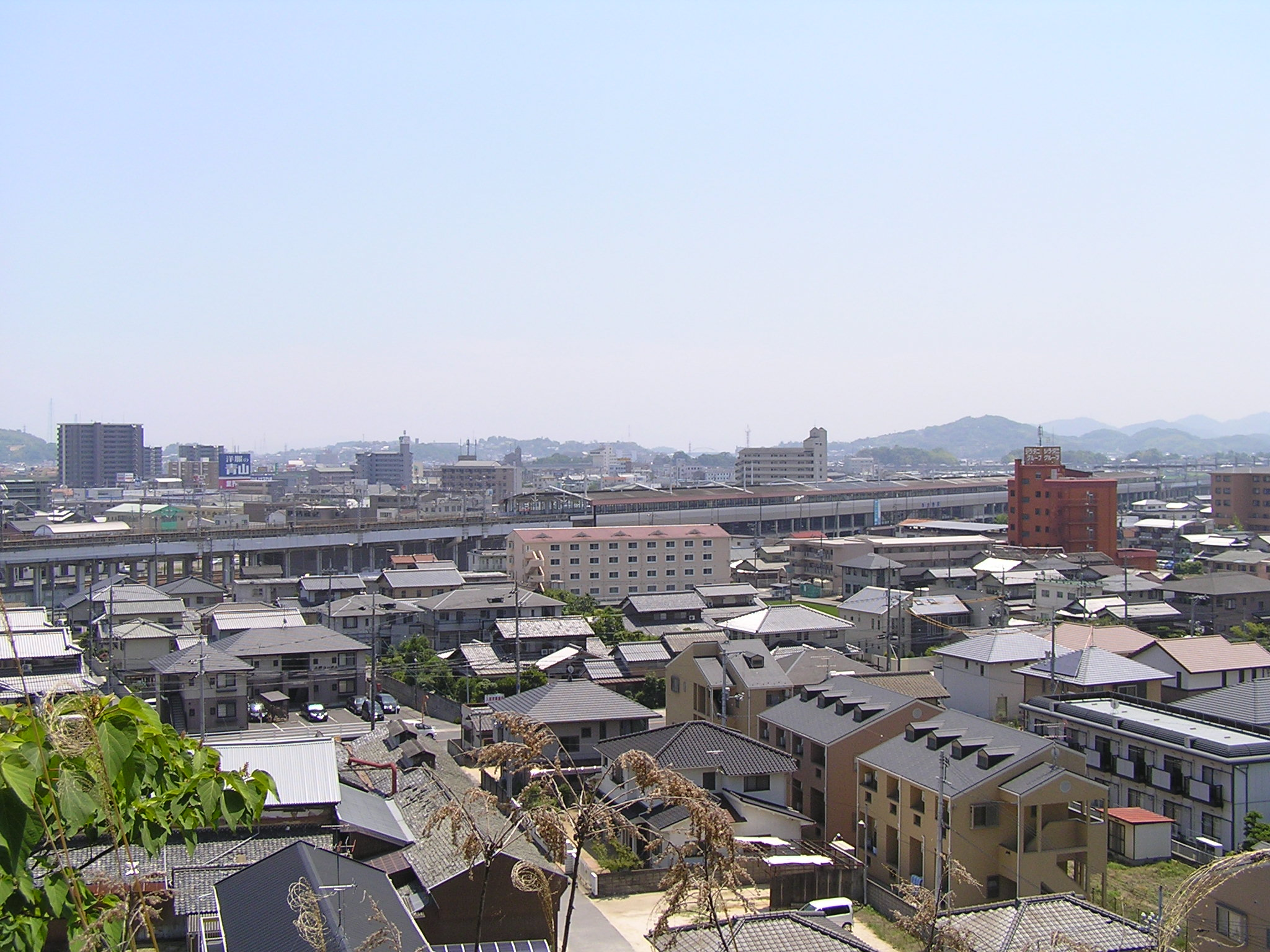
北から見た駅周辺の新市街地

当地区は倉敷市玉島長尾、玉島爪崎及び新倉敷駅前1丁目から5丁目から成り、玉島旧市街の北に位置する長尾小学区にほぼ相当する。山裾の長尾町旧市街は駅の北側を曲がりくねって走る旧玉島往来沿いにあり、古い町家、海鼠壁を張り巡らした土蔵等が残り、足袋や線香等の産業で栄えた往時の面影を残している。
高梁川の右岸に位置し、北部は丘陵地、中南部は平地となっている。平地の大部分は17世紀前半（元和期）以降に干拓し開かれた。
1889年（明治22年）に浅口郡長尾村と爪崎村が合併し長尾村、1925年（大正14年）に町制施行し長尾町、1953年（昭和28年）に玉島市編入合併した。
1891年（明治24年）に山陽鉄道（現JR山陽本線）玉島駅が爪崎中部に開業、にわかに交通の要衝として発達した。1975年（昭和50年）に新幹線と接続し、新倉敷駅へと改称。1985年（昭和60年）に南部に国道2号バイパスが造成され、1988年（昭和63年）には東部に山陽自動車道玉島インターチェンジも設置された。新倉敷周辺は区画整理事業などにより新興市街地としての体裁がなされた一方、長尾地内の旧長尾町中心部はいまだ古い町並みが残り、昔の佇まいも見せている。
明治期より、線香や足袋の家内工業的生産が発達。線香は周辺で栽培が盛んであった除虫菊と結びついて生まれた産業である。全盛期より減少したものの、2011年現在も製造は続いている。
北部のなだらかな丘陵地では、モモやブドウなどの果樹栽培が盛んである。

## 地域

### 長尾

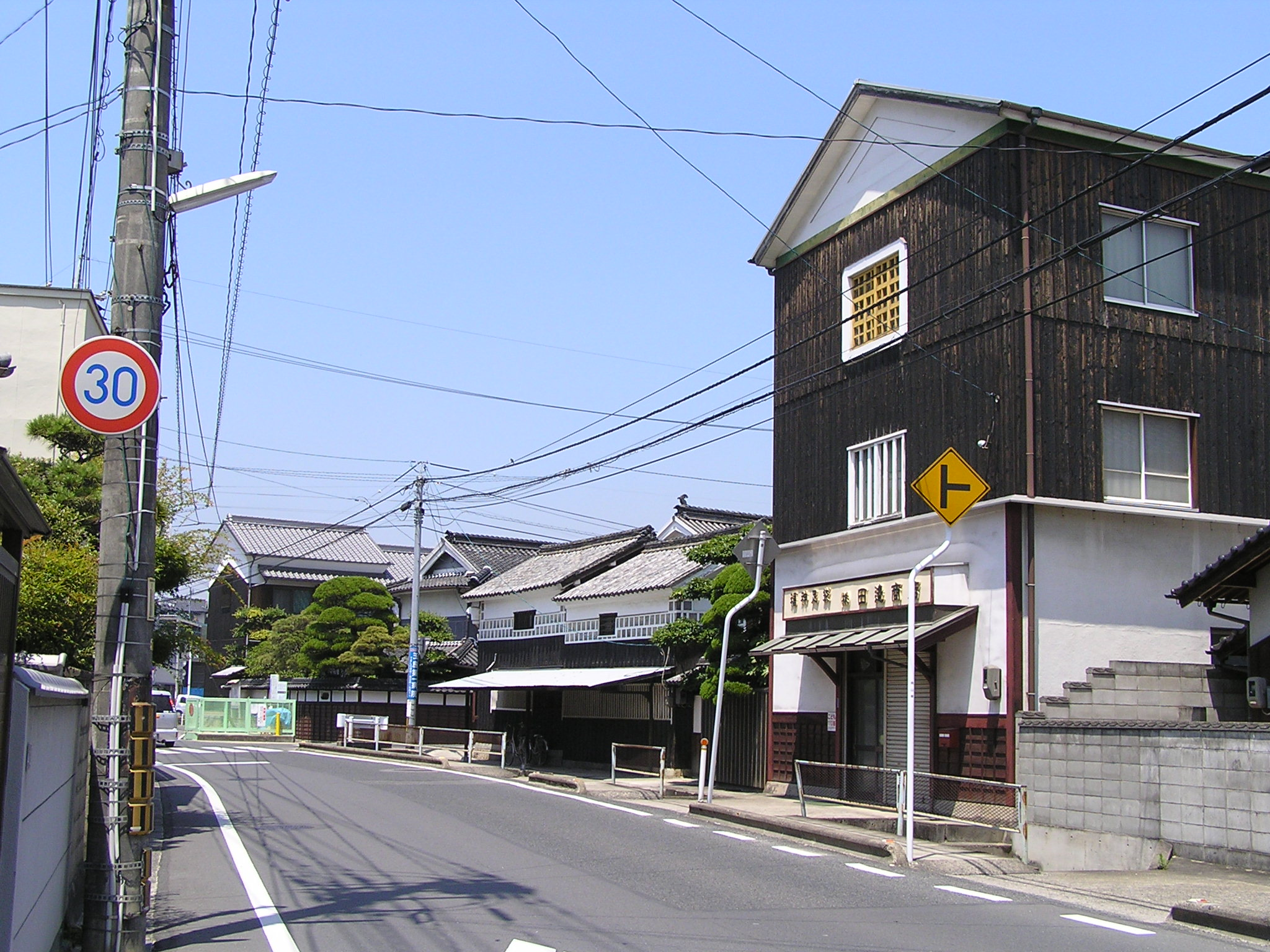
長尾の町並み

長尾地域東部を占める。丘陵部およびその南麓部は古代においては、浅口郡船尾郷の一部であったと推測され、近世の始めまでは海が湾入し、西高梁川（現在の高梁川）の河口西部沿岸地帯であった。それ以南の平野は近世における干拓地である。
元和年間に前新田・内新田が造成され、続いて寛永初年に外新田、万治2年に万治新田が干拓された。
寛永19年、松山藩主水谷勝隆の所領となる。外新田や万治新田は水谷氏の開発である。元禄6年、水谷氏が除封となる。徳川幕府領を経て元禄15年、丹波国亀山藩の飛地領となる。
玉島から松山までを結ぶために美袋から玉島へ至る街道の玉島往来が当地を通過し、その沿線に町家が多く建ち並んだ。現在も当時を偲ばせる景観をとどめている。
当地には天正年間から小野氏一族が住み、江戸時代には同家を訪れる文人墨客が多く、頼山陽などもしばしば往来している。また、幕末の歌人木下幸文、不遷流柔術の達人田辺虎次郎なども当地から輩出している。
1889年（明治22年）6月1日に爪崎村と合併し、長尾村の大字長尾となった。1891年（明治24年）には、西の爪崎に山陽鉄道玉島駅（現JR西日本新倉敷駅）が開業し、それまでは農村地帯であったが同駅から当地の中心である玉島往来沿線の町並みまで商店が多く立地した。
1988年（昭和63年）には、東部の船穂町との境界付近に山陽自動車道の玉島インターチェンジが設置された。現在は古くからもの商店よりも、周辺の整備された幹線道路を中心とした郊外型店舗などが多くなっている。
かつては米・麦・イグサ・除虫菊などの農産物として生産され、近世には綿花も多く栽培された。その派生で近現代では線香や足袋、花筵や畳表のなどのイグサ加工品などの製造も盛んであった。
新倉敷駅北口に程近い丘陵地にはくらしき作陽大学があり、駅から大学へ続く道路の歩道には、カラー舗装と街路樹が整備されている。

### 爪崎

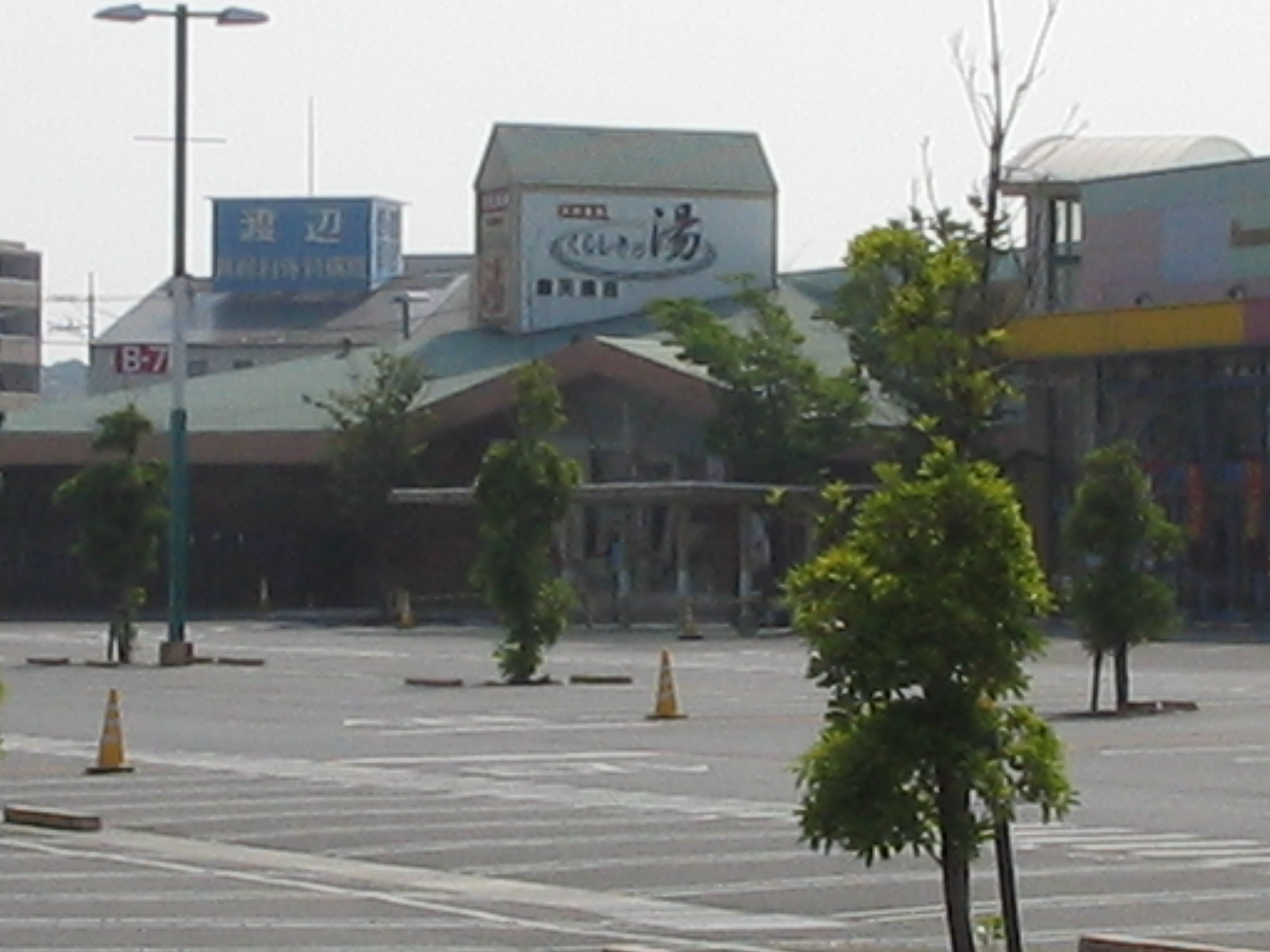
天然温泉くらしき乃湯
（山陽マルナカ新倉敷店）

長尾地域の西部にあたる。近世の始めまでは西高梁川の河口西部沿岸地帯であった。高梁川の堆積作用により干潟が広がるようになり、寛永19年に当地を領有していた松山藩主水谷勝隆は干拓を計画。承応年間から干拓に着手し明暦元年に汐止め、万治2年に第一期工事を終え、新田を開発した。ついで乙島寄りの沖合を干拓し、寛文8年に完成。これらの新田地帯は玉島村として併合された。その後に枝村として北部を爪崎村、東部を上成村として分割したが、その年代は不詳である。
元禄6年、水谷氏が除封となり江戸幕府領となったが、元禄15年に爪崎・上成とともに丹波国亀山藩の飛地領となる。三宅千秋『備中の新田開発』では、1877年（明治9年）の爪崎村は114町1反7畝20歩であった。
1877年（明治9年）10月30日、爪崎・上成・玉島の3村が合併し玉島村となったが、1881年（明治14年）に元の3村に分村。1889年（明治22年）6月1日に長尾村と合併し長尾村となり、同村の大字爪崎となった。1891年（明治24年）に当地に山陽鉄道玉島駅（現JR西日本新倉敷駅）が開業し、それまでは農村地帯であったが駅周辺は市街化が進行した。現在は大型幹線道路の整備と新倉敷駅前の区画整理、近隣への大学の進出により、それ以前より増して市街化が進行している。地域南部を東西に1985年（昭和60年）に造成された国道2号バイパスが通過している。

### 新倉敷駅前

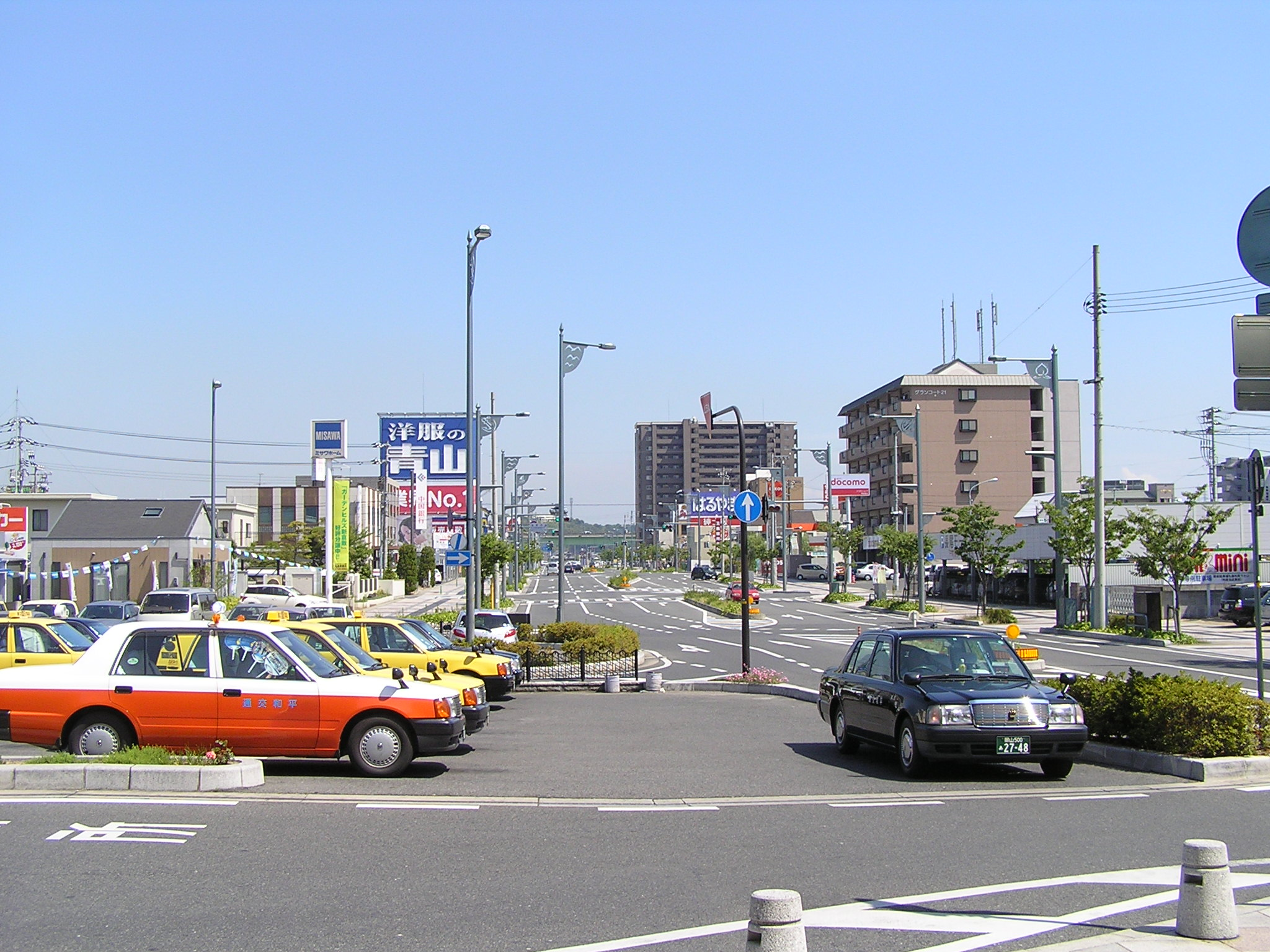
新倉敷駅南口から見た新倉敷駅前

前述の爪崎の中南部に位置する新倉敷駅前にできた新興市街地である。区画整理が行われ、爪崎から独立した新住所「新倉敷駅前」となった。地名に「玉島」を冠しない。新倉敷駅南部にあたる玉島爪崎の一部は区画整理事業により新倉敷駅を中心に新市街地を形成している。また、2005年（平成17年）には区画整理区域内が「新倉敷駅前1丁目 - 5丁目」に町名変更された。平坦な南口一帯は整然とした街区に大型店や専門店に金融機関が集中する玉島地域を代表する商業地区として成長を続けている。

## 地勢
- 河川
  - 道口川
  - 新川

## 人口・世帯数
平成24年9月末現在。
| 町字            | 世帯数 | 男性人口 | 女性人口 | 総人口 | 備考 |
| --------------- | ------ | -------- | -------- | ------ | ---- |
| 玉島爪崎        | 1144   | 1342     | 1354     | 2696   |      |
| 新倉敷駅前1丁目 | 128    | 155      | 147      | 302    |      |
| 新倉敷駅前2丁目 | 65     | 68       | 84       | 152    |      |
| 新倉敷駅前3丁目 | 223    | 263      | 272      | 535    |      |
| 新倉敷駅前4丁目 | 177    | 184      | 197      | 381    |      |
| 新倉敷駅前5丁目 | 316    | 374      | 367      | 741    |      |
| 玉島長尾        | 2483   | 3023     | 3191     | 6214   |      |
| 合計            | 4536   | 5409     | 5612     | 11021  |      |

## 通信

### 電話番号
長尾地区を含む玉島地域は倉敷MAに属し、市外局番は086。これは倉敷市の他地域に加え都窪郡早島町および岡山市南区の一部（植松・西畦・箕島）と共通となる。

### 郵便番号
全域が玉島郵便局（郵便区番号710）の集配担当区域に当たる。
- 玉島長尾 - 710-0251
- 玉島爪崎 - 710-0252
- 新倉敷駅前 - 710-0253

## 主要産業・産物
農業
- 米
- 麦
- イグサ - 2011年現在は衰退
- 除虫菊 - 2011年現在は衰退

製造業
- 線香
- 足袋
- イグサ加工品 - 2011年現在は減少
  - 畳表
  - 花筵

## 主要施設
教育・福祉施設
- くらしき作陽大学 - 長尾
- 作陽短期大学 - 長尾
- 倉敷市立長尾小学校 - 長尾
- 倉敷市立長尾幼稚園 - 長尾
- 中国職業能力開発大学校（中国ポリテクカレッジ） - 長尾
- 玉島学園（児童養護施設） - 爪崎

公共施設
- 長尾郵便局 - 長尾

商店
- スーパーマーケット
  - 山陽マルナカ - 爪崎
  - ハローズ - 新倉敷駅前
- 衣料店
  - 紳士服のはるやま - 新倉敷駅前
  - 洋服の青山 - 新倉敷駅前
  - しまむら - 新倉敷駅前
- 他
  - ホームセンタータイム - 爪崎
  - エディオン - 新倉敷駅前
  - スーパードラッグひまわり - 新倉敷駅前

金融機関
- 中国銀行 - 新倉敷駅前
- 広島銀行 - 新倉敷駅前
- 玉島信用金庫 - 新倉敷駅前
- 笠岡信用組合 - 新倉敷駅前

企業事業所
- 倉敷レーザー - 長尾
- 中国電業舎 - 新倉敷駅前

神社仏閣
- 長尾神社 - 長尾
- 稲荷神社 - 長尾
- 善昌寺 - 長尾

公園
- 新倉敷駅南公園 - 新倉敷駅前

## 名所・旧跡
- 長尾神社 - 通称｢長尾八幡宮｣、応永の頃に九州の宇佐神宮から勧請された。江戸時代は備中松山城主池田長幸・長常親子2代、その後城主になった水谷勝隆等の新田開発祈願所であった。参道は旧市街上之町南の新幹線高架横の小高い山にあり、現在の社殿は1879年（明治12年）に改築されたものである。

## 交通
一般道路
- 国道2号（玉島バイパス）
- 岡山県道41号新倉敷停車場線
- 岡山県道54号倉敷美袋線
- 岡山県道60号倉敷笠岡線

有料道路
山陽自動車道
- 玉島インターチェンジ

鉄道
西日本旅客鉄道（JR西日本）
- 山陽本線・山陽新幹線
  - 新倉敷駅

バス路線
- 両備バス
- 井笠バスカンパニー